# 库特罗
库特罗（義大利語：Cutro），是意大利克罗托内省的一个市镇。总面积131平方公里，人口10250人，人口密度78.2人/平方公里（2009年）。